# KS Olimpia Poznań
KS Olimpia Poznań – klub piłkarski założony w latach 20. XX w., w Poznaniu (nie mylić z powstałym w 1945 r. , GKS Olimpia Poznań). Olimpia w okresie międzywojennym należała do najsilniejszych klubów piłkarskich w Poznaniu, a swoją działalność zawiesiła w 1939 r. wskutek wybuchu II wojny światowej, nie reaktywując działalności już w wyzwolonej Polsce.

## Historia
W 1927 r. Olimpia Poznań przystąpiła do tzw. "buntu" i poparła utworzenie Ligi Państwowej (dzisiejszej ekstraklasy) pod patronatem Polskiej Ligi Piłki Nożnej, której nie honorował PZPN. Wskutek tego rozłamu drużyny niższego szczebla rozegrały jak dotąd mistrzostwa poszczególnych okręgów w Kl.-A, które to odbyły się pod patronatem PZPN, natomiast zespoły, które poparły utworzenie "Ligi" powołały Tzw. Ligę Okręgową i rozegrały własne mistrzostwa. 
 medaliści Poznańskiej Ligi Okręgowej w 1927 
| pozycja | klub           |
| ------- | -------------- |
| 1       | HCP Poznań     |
| 2       | Olimpia Poznań |
| 3       | Admira Poznań  |

- W 1928 r. - w związku z zażegnaniem sporu Liga-PZPN, Olimpia przystąpiła już do "legalnych" rozgrywek w Kl.-A, zajmując ostatnie 11 ostatnie miejsce.
- Sezony 1929 i 1930 - Olimpia rozgrywała w Kl.-B (wówczas III szczebel rozgrywek), wywalczając w drugim sezonie awans.
- W sezonach 1931, 1932 i 1933 - Olimpia występowała w Kl.-A (II szczebel rozgrywek) zajmując kolejno 4, 2 i 9 miejsce.
- W sezonach 1934 i 1934/35 - Olimpia występowała w Kl.-B.
- W sezonie 1935/36 - Olimpia rozegrała swoje mecze w Kl.-A zajmując ostatnie 10 miejsce, jednak z powodu reorganizacji rozgrywek i utworzenia od następnego sezonu Ligi Okręgowej (II szczebla), do której przeszło 8 najsilniejszych zespołów Kl.-A, Olimpia utrzymała się.
- W sezonach 1936/37 i 1937/38 - Olimpia występowała nadal w Kl.-A (III szczebel) i spadła do Kl.-B.
- Sezon 1938/39 - Olimpia rozgrywała mecze w Kl.-B (IV szczebel rozgrywek).

## inne sekcje
- Boks - VI Mistrzostwa Polski Katowice 6-7.04.1929 - 1) J. Wróblewski, waga piórkowa, srebrny medal - 2) Kempa, waga kogucia, brązowy medal - 3) A. Witkowski, waga lekka, brązowy medal